# Evaristo Lucidi
Evaristo Lucidi, italijanski rimskokatoliški duhovnik in kardinal, * 4. oktober 1866, Montefranco, † 31. marec 1929.

## Življenjepis
8. decembra 1916 je bil imenovan za tajnika Apostolske signature.
20. decembra 1923 je bil povzdignjen v kardinala in imenovan za kardinal-diakona S. Adriano al Foro.